# Tapinoma glaucum
Tapinoma glaucum este o specie de furnici din genul Tapinoma. Descrisă de Viehmeyer în 1916, specia este endemică la Singapore.